# Marcos Coronel
Marcos Coronel Bravo (Barquisimeto, 2 de octubre de 1987) es un arquitecto venezolano y estratega de políticas urbanas centrado en el desarrollo de proyectos de transformación física y social dentro de barrios degradados y comunidades populares de América Latina. Está radicado en Caracas, donde dirige el laboratorio urbano Pico Colectivo, siendo profesor de diseño arquitectónico en la Universidad Central de Venezuela.
Su trabajo ha sido reconocido por la organización Curry Stone Desing Prize como una de las 100 prácticas de diseño social más relevantes alrededor del mundo durante 2017. En 2018 recibe el premio Young Architect In Latin America de Architecture Studio en la Bienal de Arquitectura de Venecia dirigida por Yvonne Farrell y Shelley McNamara.
En 2016 estuvo a cargo de la exposición del Pabellón de Venezuela en la Bienal de Venecia, junto a los arquitectos Miguel Braceli, Alejandro Haiek, Gabriel Visconti, Maximillian Nowotka, Rolando Carmona y José Naza Rodríguez.

## Biografía
Marcos Coronel se tituló como arquitecto en la Facultad de Arquitectura y Urbanismo de la Universidad Central de Venezuela. Durante 2010 aun siendo estudiante de la Unidad Docente Extramuros (UDE), núcleo experimental de la Escuela Carlos Raúl Villanueva, comparte distintas reuniones en la residencia del maestro y premio nacional de arquitectura Fruto Vivas, quien sería su mentor y la principal influencia en su formación disciplinar. Poco después construye su primer proyecto, Pillo Peraza una re-calificación del modelo de vivienda unifamiliar de interés social, a partir de los materiales, técnicas y protocolos empleados en tipologías estandarizadas.

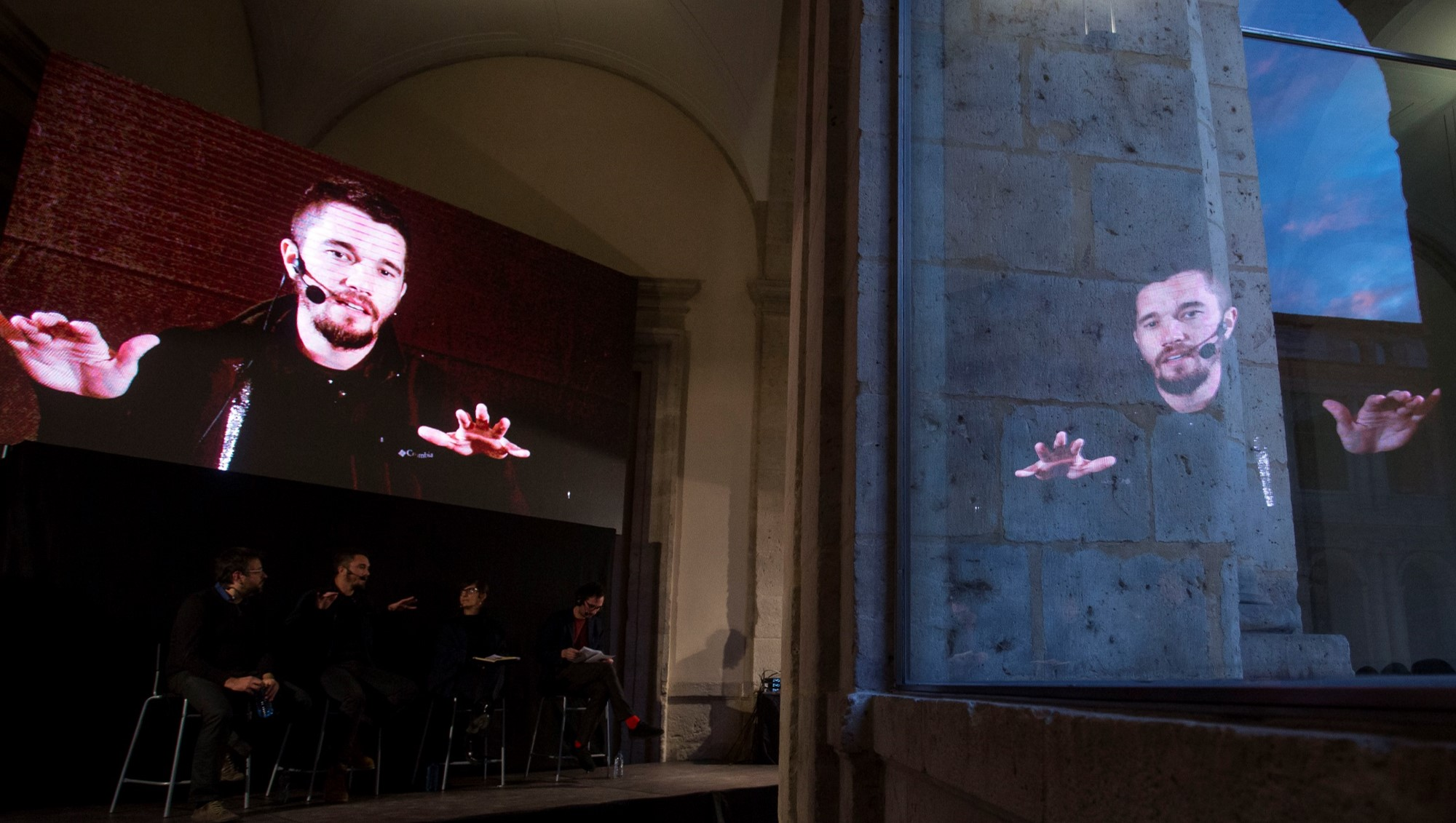
Marcos Coronel durante una conferencia en 2017

En 2013 realiza un viaje de investigación aplicada por Sudamérica, estableciendo contacto con diferentes colectivos y activistas urbanos, donde cohesiona sus primeras intervenciones de construcción táctica a través de procesos participativos. A su regreso a Venezuela en 2014 y 2015, lideró la implementación de Espacios de Paz, un desafiante programa de auto-construcción de unidades sociales en asentamientos informales del país. A partir de este momento, logra impulsar múltiples proyectos de infraestructura, espacios públicos, equipamientos culturales y viviendas con participación decenas de comunidades, organizaciones sociales y culturales, e instituciones. En conversación con Nicolás Valencia, Coronel explicó:
"Queremos que cada vez este tipo de intervenciones y el tipo de conciencia generado en estos procesos dependan en menor medida de los profesionales que puedan trabajar, y que la comunidad cuente con todas las herramientas e instrumentos metodológicos para sacar adelante sus propios procesos de manera autónoma y autogestionada"
En 2016 después de obtener el primer Premio de Hábitat Social y Desarrollo en el Concurso de Confrontación Mundial de la Bienal Panamericana de Arquitectura de Quito con el proyecto Sistema de Equipamientos Comunitarios, una rehabilitación integral de un barrio desbordado dentro del Parque Nacional Waraira Repano de Caracas, afirma en un reportaje realizado por la cadena de noticias Russia Today:
"Nuestra realidad configura un mapa diferente de controversias y problemas presentes en las comunidades, que amplía el panorama de las demandas. Entendemos al barrio como una estructura de regeneración urbana que establece otras lógicas de organizar y habitar en colectivo. En esos espacios es posible repensar la construcción de la ciudad y crear nuevos paradigmas urbanos".
Desde 2016 ha sido profesor y conferenciante en École Nationale Supérieure d'Architecture de Paris-Val de Seine, Escuela de Arquitectura de la Universidad de Talca, Facultad de Arquitectura y Planeamiento de la Universidad Nacional de Rosario, Universidad Veritas, FAU Universidad de Chile, Pontificia Universidad Javeriana de Bogotá, Manchester School of Architecture de la University of Manchester, al igual que en instituciones educativas y culturales como el Museo Patio Herreriano de Arte Contemporáneo Español, Museo Nacional de Arquitectura de Caracas, Bienal de La Habana, el X Encuentro Internacional de Arquitecturas Colectivas, entre otros muchos foros internacionales.
En la actualidad es profesor en la Universidad Central de Venezuela, donde conduce una cátedra experimental con estudiantes de arquitectura para aproximarse a nuevos organismos de regeneración urbana, como células que estarán a cargo de la transformación de la ciudad, integrando estructuras autónomas, energías sostenibles, e intensas relaciones sociales dentro de atmósferas de comunidad y territorios al margen del desarrollo convencional. 
En 2018 fue nominado al premio Oscar Niemeyer a la Arquitectura Latinoamericana.

## Obras más relevantes

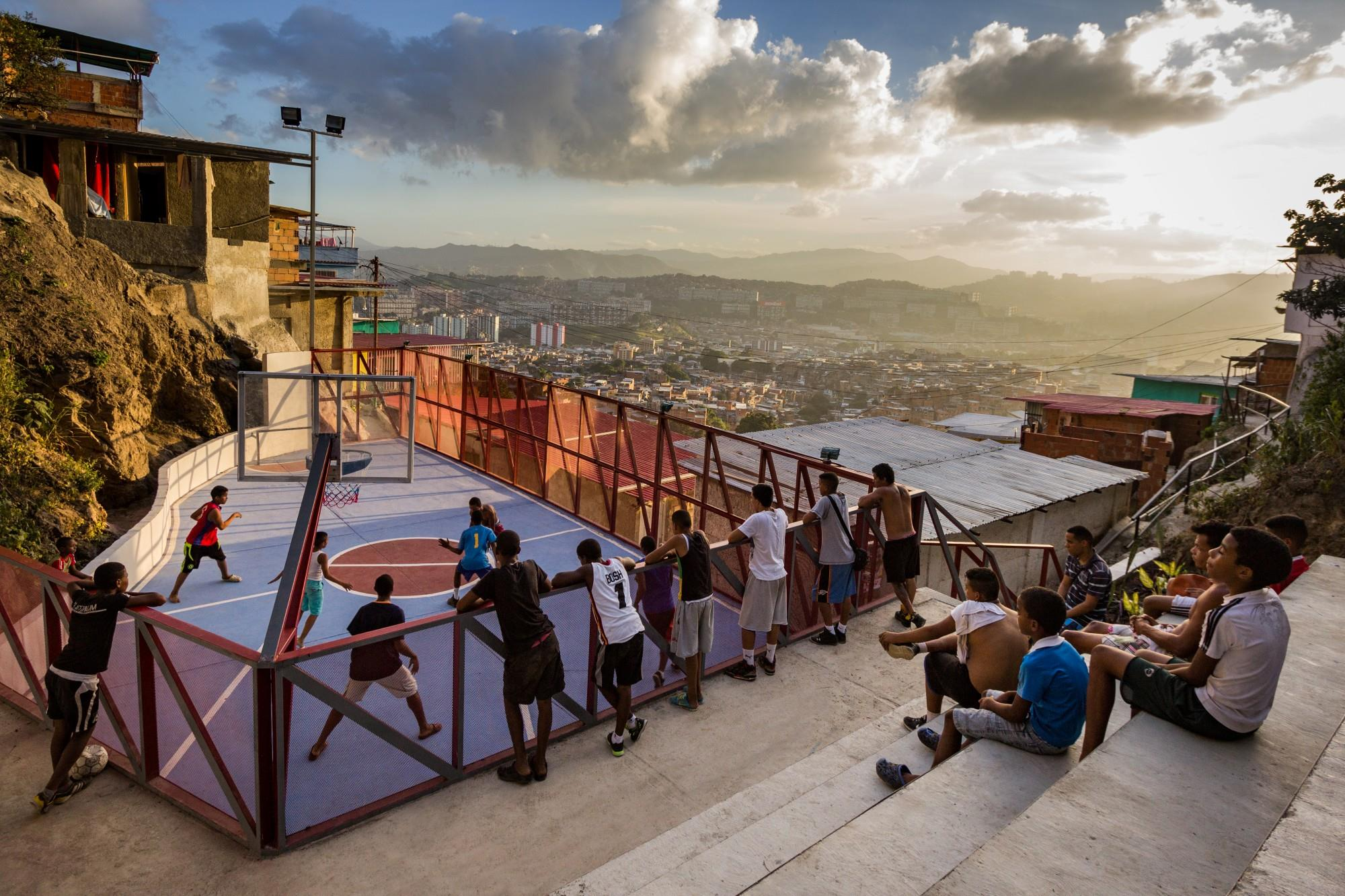
Polideportivo Reducido, Catia, 2017

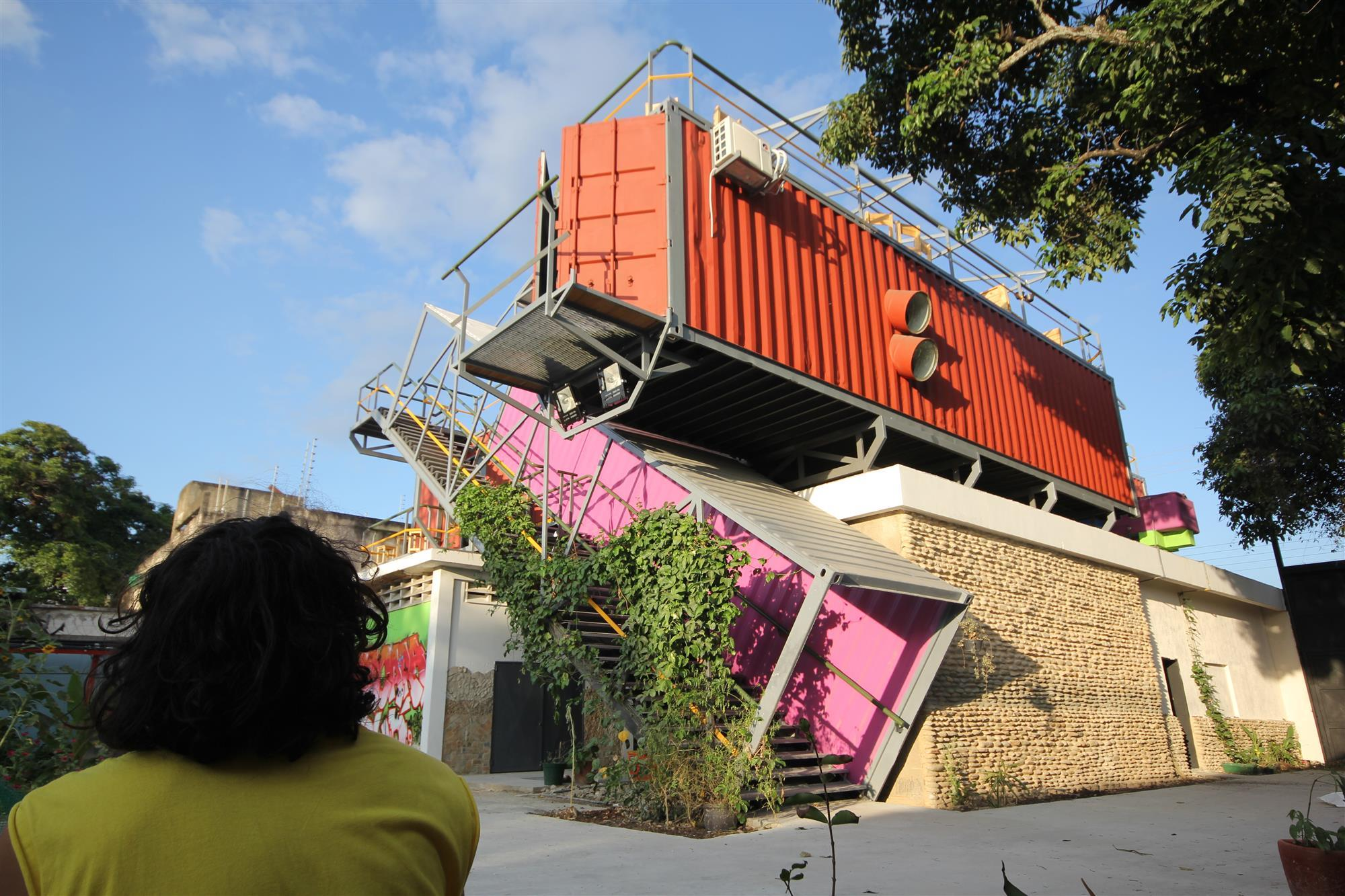
Zona de Producción Cultural, Guácara, 2017

- Sistema de Equipamientos Comunitarios (Caracas, 2015-2016)
- Multideportivo Reducido (Caracas, 2016-2018)
- Parlamento Abierto (Caracas, 2016-2018)
- Plaza Estacional (Caracas, 2016-2018)
- Zona de Producción Cultural (Guacara, 2017-2018)
- Núcleo Cultural La Ye: Unidad Social y Deportiva (Petare, 2014)
- Nave Muro de Ánimas (La Habana, 2015)
- Pillo Peraza (Barquisimeto, 2011-2012)
- Habitar La Azotea (Madrid, 2018)
- Balcony, Air Filter (Caracas, 2019)
- La Cineteca (Caracas, 2015)
- CASINO Ecosistema de Economías Culturales (Caracas, 2018 -2020)
- Casa Acoplada (Barquisimeto, 2017)
- Artificial, Taller Social Latinoamericano (Guanacaste, Costa Rica, 2019)
- Espacios de Paz (2014-2015)
- Cabina Cultural (San Carlos, 2017)
- Workout El Risco (Las Palmas, España, 2018)
- Viviendas Barriales Productivas (Barquisimeto, 2017)

## Premios y reconocimientos
- Curry Stone Design Prize, Social Design Circle Honorees (USA, 2017)[11]
- Young Architect In Latin America (Bienal de Venecia, 2018)[12]
- Architecture Sans Frontières International Award (Francia, 2015)[13]
- Premio Espacio Público Sustentable (XVI Bienal Internacional de Buenos Aires, Argentina, 2017)[14]
- Premio CAF de Desarrollo Urbano e Inclusión Social (América Latina, 2018)[15]